# Steve Cram
Stephen "Steve" Cram, född 14 oktober 1960 i Gateshead i Tyne and Wear, är en brittisk före detta friidrottare. 
Cram blev världsmästare 1983 i Helsingfors och tog silver vid olympiska sommarspelen 1984 på 1 500 meter. Två EM-guld på samma distans vann han 1982 i Aten respektive 1986 i Stuttgart. Han höll världsrekordet på en engelsk mil mellan 1985 och 1993. Cram blev den förste som löpte 1 500 meter under 3.30, då han vann ett jämnt lopp mot Said Aouita på 3.29.67 i Nice den 16 juli 1985.